# Linh miêu đuôi cộc
Linh miêu đuôi cộc (danh pháp khoa học: Lynx rufus) là một loài động vật hữu nhũ Bắc Mỹ thuộc họ mèo Felidae xuất hiện vào thời điểm tầng địa chất Irvingtonian quanh khoảng 1,8 triệu năm về trước. Bao gồm 12 phân loài được thừa nhận, phạm vi từ miền nam Canada đến miền trung México, bao gồm hầu hết lục địa Hoa Kỳ. Linh miêu đuôi cộc là loài động vật ăn thịt thích nghi môi trường sống nhiều cây gỗ, cũng như môi trường bán hoang mạc, cạnh đô thị, ven rừng hay đầm lầy. Loài còn tồn tại trong phạm vi ban đầu, nhưng quần thể địa phương dễ bị đe đọa đến trừ tiệt do sói đồng cỏ và vật nuôi nhà. Linh miêu đuôi cộc đóng vai trò quan trọng kiểm soát quần thể động vật gây hại. Sở hữu bộ lông từ xám đến nâu, khuôn mặt râu ria, đôi tai có chùm lông đen, linh miêu đuôi cộc tương tự như những loài khác có kích thước trung bình thuộc chi Lynx. Loài này nhỏ hơn trung bình so với linh miêu Canada, loài cùng chia sẻ nhiều nơi trong phạm vi của chúng, nhưng lớn hơn khoảng gấp đôi mèo nhà. Chúng có vạch kẻ đen phân biệt trên chân trước và chiếc đuôi mập, ngọn đen, từ đây khởi nguồn cho tên gọi của loài.
Mặc dù linh miêu đuôi cộc ưa thích thỏ và thỏ đồng, nhưng chúng sẽ săn bất cứ gì từ côn trùng, gà, ngỗng, những loài chim khác, gặm nhấm nhỏ cho đến loài hươu. Lựa chọn con mồi phụ thuộc vào vị trí, sinh cảnh, mùa trong năm và độ phong phú. Giống như hầu hết các loài mèo, linh miêu đuôi cộc chiếm giữ lãnh thổ và phần lớn sống đơn độc, mặc dù có vài sự chồng chéo trong phạm vi sinh sống. Chúng sử dụng một số phương thức đánh dấu ranh giới lãnh thổ của mình, bao gồm dấu vết móng vuốt và hỗn hợp nước tiểu hoặc phân. Linh miêu đuôi cộc giao phối từ mùa đông đến mùa xuân, thai kỳ kéo dài khoảng hai tháng.
Mặc dù linh miêu đã bị con người săn đuổi rộng rãi, cho cả hoạt động thể thao lẫn săn lông thú, quần thể chứng minh được sự phục hồi mặc dù đang giảm ở vài khu vực. Loài săn mồi khó tìm hiểu này được khắc họa trong thần thoại bản địa Bắc Mỹ và văn hóa dân gian của người châu Âu đi khai hoang.

## Nguyên tắc phân loại

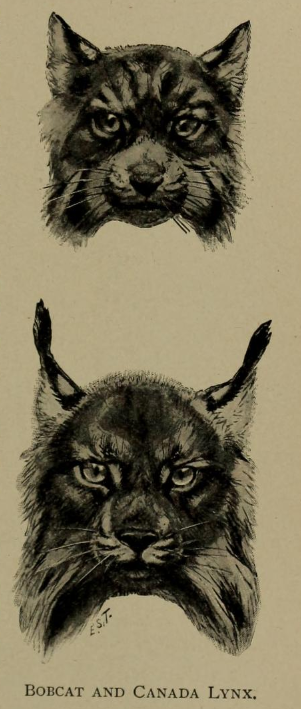
Minh họa so sánh phần đầu linh miêu đuôi cộc (trên) và linh miêu Canada (dưới) (1906)

Đã có nhiều tranh luận về phân loại loài này là Lynx rufus hay Felis rufus như một phần của vấn đề rộng lớn hơn liên quan đến việc liệu có bốn loài Lynx được xếp vào chi riêng của chúng, hay được đặt vào một phân chi của Felis. Chi Lynx hiện tại được chấp nhận, linh miêu đuôi cộc được liệt kê với danh pháp Lynx rufus trong nguồn phân loại hiện đại.
Johnson và cộng sự báo cáo chi Lynx chia sẻ một nhánh với chi puma, mèo báo (Prionailurus) và dòng dõi mèo nhà (Felis), từ 7.15  triệu năm về trước (mya); chi Lynx phân tách lần đầu, xấp xỉ 3,24 triệu năm về trước.
Linh miêu đuôi cộc được cho đã tiến hóa từ linh miêu Á-Âu, tiến vào Bắc Mỹ qua con đường cầu đất liền Bering vào thời điểm thế Pleistocene, tổ tiên loài đến sớm nhất khoảng 2,6 triệu năm về trước. Làn sóng đầu tiên di chuyển vào trong phần chia phía nam Bắc Mỹ, nhưng sớm bị sông băng cắt đứt từ phía bắc. Quần thể này đã tiến hóa thành linh miêu đuôi cộc hiện đại quanh khoảng 20,000 năm về trước. Quần thể thứ hai đến từ châu Á và định cư ở phía bắc, phát triển thành linh miêu Canada hiện đại. Lai giống giữa linh miêu đuôi cộc và linh miêu Canada đôi khi có thể xảy ra.
Cây phát sinh chủng loài của chi Lynx
|  | Lynx canadensis - Linh miêu Canada                                                              |
|  |                                                                                                 |
|  | \| \| Lynx lynx - Linh miêu Á Âu \| \| \| \| \| \| Lynx pardinus - Linh miêu Iberia \| \| \| \| |
|  |                                                                                                 |
|  | Lynx lynx - Linh miêu Á Âu                                                                      |
|  |                                                                                                 |
|  | Lynx pardinus - Linh miêu Iberia                                                                |
|  |                                                                                                 |

|  | Lynx lynx - Linh miêu Á Âu       |
|  |                                  |
|  | Lynx pardinus - Linh miêu Iberia |
|  |                                  |

|  | Lynx canadensis - Linh miêu Canada                                                              |
|  |                                                                                                 |
|  | \| \| Lynx lynx - Linh miêu Á Âu \| \| \| \| \| \| Lynx pardinus - Linh miêu Iberia \| \| \| \| |
|  |                                                                                                 |
|  | Lynx lynx - Linh miêu Á Âu                                                                      |
|  |                                                                                                 |
|  | Lynx pardinus - Linh miêu Iberia                                                                |
|  |                                                                                                 |

|  | Lynx lynx - Linh miêu Á Âu       |
|  |                                  |
|  | Lynx pardinus - Linh miêu Iberia |
|  |                                  |

### Phân loài
Mười ba phân loài linh miêu hiện đang được công nhận:
- L. rufus rufus (Schreber) – miền đông và miền trung tây Hoa Kỳ
- L. r. gigas (Bangs) – bắc New York đến Nova Scotia và New Brunswick
- L. r. floridanus (Rafinesque) – đông nam Hoa Kỳ và nội địa đến thung lũng Mississippi, lên đến tây nam Missouri và nam Illinois
- L. r. superiorensis (Peterson & Downing) – miền tây khu vực Ngũ Đại Hồ, bao gồm thượng Michigan, Wisconsin, miền nam Ontario và hầu hết Minnesota
- L. r. baileyi (Merriam) – tây nam Hoa Kỳ và tây bắc México
- L. r. californicus (Mearns) – tây California thuộc Sierra Nevada
- L. r. mohavensis (B.Anderson) – hoang mạc Mojave thuộc California
- L. r. escuinapae (J. A. Allen) – trung tâm México, một phần phía bắc mở rộng dọc theo bờ biển phía tây đến miền nam Sonora
- L. r. fasciatus (Rafinesque) – Oregon, tây Washington thuộc dãy núi Cascade, tây bắc California và tây nam British Columbia
- L. r. oaxacensis (Goodwin) – Oaxaca
- L. r. pallescens (Merriam) – tây bắc Hoa Kỳ và miền nam British Columbia, Alberta và Saskatchewan
- L. r. peninsularis (Thomas) – Baja California
- L. r. texensis (Mearns) – miền tây Louisiana, Texas, trung nam Oklahoma và phía nam sâu vào Tamaulipas, Nuevo León và Coahuila[1][11]

Phân chia phân loài đã gặp khó khăn, do còn thiếu nứt gãy địa lý rõ ràng trong phạm vi của chúng và những khác biệt thứ yếu giữa các phân loài.

## Đặc điểm vật lý

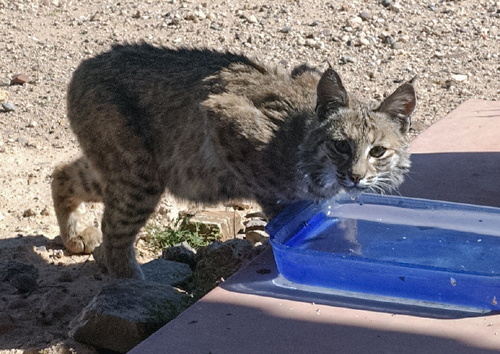
Một con linh miêu đuôi cộc tìm nước uống

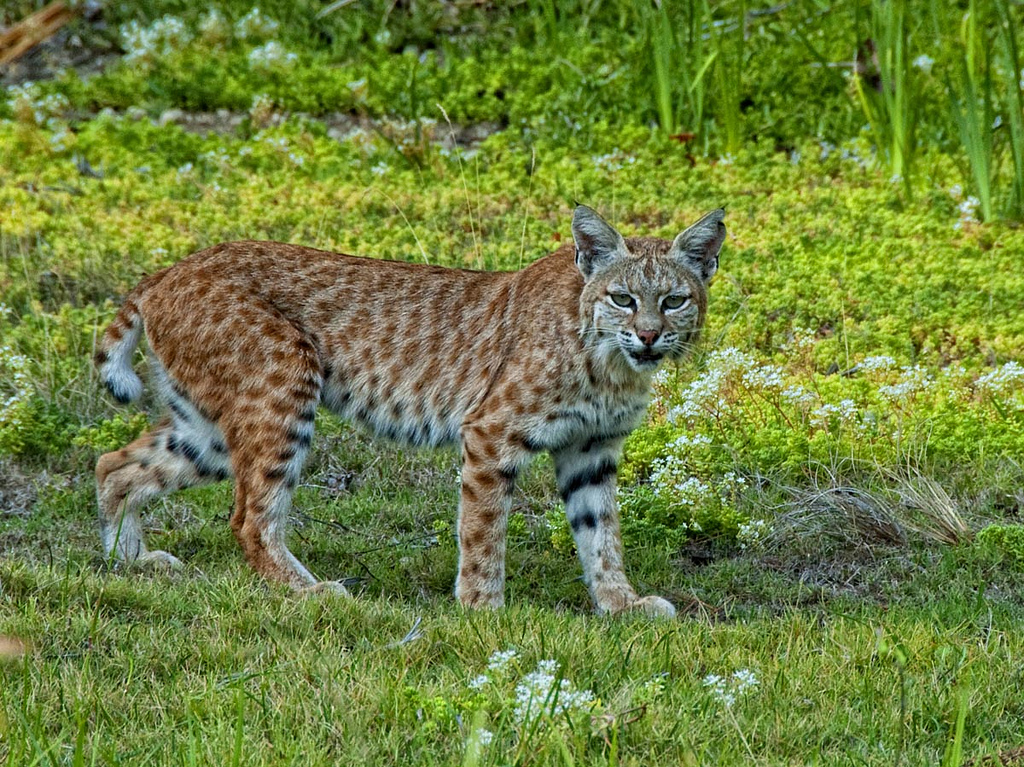
Linh miêu đuôi cộc trong sân trước một khu chung cư

Linh miêu đuôi cộc tương tự loài khác thuộc chi Lynx, nhưng kích thước trung bình nhỏ nhất trong số bốn loài. Lông biến đổi màu, mặc dù thường có màu rám nắng đến màu nâu pha xám tổng thể, với những vệt đen trên thân, thanh kẻ sẫm màu trên chân trước và đuôi. Hoa văn lốm đốm hoạt động như vật ngụy trang. Đôi tai nhọn, ngọn đen, mọc búi lông đen, ngắn. Thường có màu trắng nhạt trên môi, cằm và phần dưới bụng. Linh miêu đuôi cộc sống tại miền sa mạc phía tây nam có bộ lông khoác sáng màu, trong khi linh miêu tại miền rừng phía bắc tối màu nhất. Linh miêu non được sinh ra có lông dày và đã có sẵn đốm. Một vài linh miêu đuôi cộc nhiễm hắc tố đã được quan sát và bắt giữ tại Florida. Chúng có lông màu đen, nhưng vẫn có biểu lộ hoa văn lốm đốm.
Gương mặt có diện mạo rộng do búi lông dài rộng dưới đôi tai. Đôi mắt linh miêu đuôi cộc có màu vàng với con ngươi đen. Mũi đỏ hồng. Trên gương mặt, hông và lưng có màu nền là xám hoặc đỏ pha vàng hoặc đỏ pha nâu. Đồng tử có hình tròn đen, vòng quanh và sẽ mở rộng trong quá trình hoạt động về đêm để tiếp nhận ánh sáng tối đa. Mèo có thính giác và thị giác nhạy bén; cùng một giác quan đánh hơi tốt. Linh miêu leo trèo xuất sắc, sẽ bơi lội khi cần, nhưng thường sẽ tránh nước.
Linh miêu đuôi cộc trưởng thành có chiều dài từ phần đầu đến gốc đuôi khoảng 47,5 đến 125 cm (18,7 đến 49,2 in), trung bình 82,7 cm (32,6 in); chiếc đuôi ngắn mập thêm 9 đến 20 cm (3,5 đến 7,9 in) và diện mạo "đuôi cộc" đem đến tên gọi cho loài. Linh miêu trưởng thành khi đứng bờ vai cao khoảng 30 đến 60 cm (12 đến 24 in). Linh miêu đực trưởng thành có thể dao động cân nặng từ 6,4 đến 18,3 kg (14 đến 40 lb), với khoảng trung bình 9,6 kg (21 lb); linh miêu cái khoảng 4 đến 15,3 kg (8,8 đến 33,7 lb), với khoảng trung bình 6,8 kg (15 lb). Linh miêu đuôi cộc lớn nhất đo lường chính xác cân nặng kỷ lục 22,2 kg (49 lb), mặc dù có báo cáo chưa được xác minh đạt đến 27 kg (60 lb). Hơn nữa, báo cáo vào ngày 20 tháng 6 năm 2012 về mẫu vật cán chết trên đường New Hampshire liệt kê cân nặng con vật đạt 27 kg (60 lb). Linh miêu đuôi cộc có thân hình lớn nhất sống tại miền đông Canada và miền bắc New England thuộc phân loài (L. r. gigas), trong khi nhỏ nhất thuộc phân loài đông nam (L. r. floridanus), đặc biệt tại miền nam dãy Appalachian. Linh miêu đuôi cộc vạm vỡ, chân sau dài hơn chân trước, khiến chúng có dáng đi nhấp nhô. Khi sinh, cân nặng 0,6 đến 0,75 lb (270 đến 340 g) và chiều dài 10 in (25 cm). Khi được 1 năm tuổi, linh miêu sẽ đạt khoảng 10 lb (4,5 kg).
Linh miêu đuôi cộc đạt kích thước lớn tại phạm vi phía bắc và tại sinh cảnh thoáng rộng. Một nghiên cứu kích thước so sánh hình thái tại miền đông Hoa Kỳ phát hiện phân kỳ vị trí của mẫu vật đực và cái lớn nhất, cho thấy thúc ép chọn lọc khác biệt về giới.

## Hành vi
Linh miêu đuôi cộc hoạt động lúc hoàng hôn. Linh miêu vẫn không ngừng di chuyển từ 3 giờ trước khi mặt trời lặn cho đến khoảng nửa đêm và sau đó một lần nữa từ trước bình minh cho đến 3 giờ sau khi mặt trời mọc. Mỗi đêm, chúng sẽ di chuyển từ 2 đến 7 mi (3,2 đến 11,3 km) dọc theo lộ trình quen thuộc. Hành vi này có thể thay đổi theo mùa, linh miêu đuôi cộc trở thành loài hoạt động ban ngày nhiều hơn trong suốt mùa thu và mùa đông để đáp ứng với hoạt động của con mồi, hoạt động nhiều hơn suốt cả ngày vào tháng lạnh.

### Cấu trúc xã hội và phạm vi nơi sinh sống

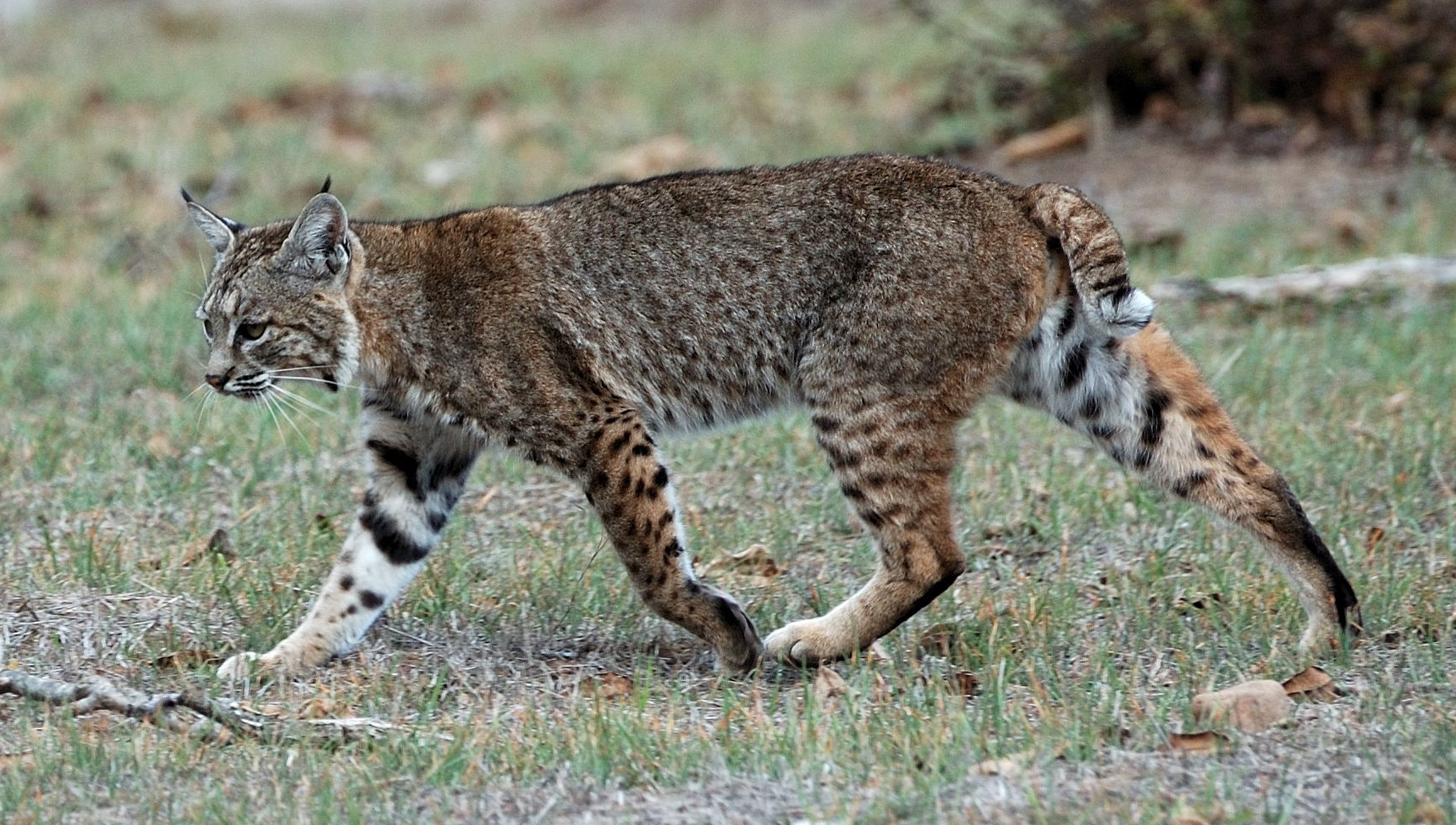
Linh miêu đuôi cộc

Linh miêu đuôi cộc hoạt động giới hạn trong lãnh thổ xác định rõ, biến đổi kích thước phụ thuộc vào giới tính và phân bố con mồi. Phạm vi sinh sống được đánh dấu bằng phân, mùi nước tiểu và bằng cách cào vuốt vào cây dễ thấy trong khu vực. Trong lãnh thổ của mình, linh miêu đuôi cộc sẽ có rất nhiều nơi trú ẩn, thường có một hang chính và vài chỗ ẩn náu bổ trợ theo mức độ bên ngoài phạm vi, chẳng hạn như khúc gỗ rỗng, cọc bụi cây, bụi rậm, hoặc dưới gờ đá. Hang trú ẩm có mùi nồng.
Kích thước phạm vi sinh sống của linh miêu đuôi cộc biến đổi đáng kể; liên minh bảo tồn thế giới tóm tắt nghiên cứu đặt giả thuyết phạm vi khoảng 0,02 đến 126 dặm vuông Anh (0,052 đến 326,339 km2). Một nghiên cứu tại Kansas, linh miêu đực thường trú phạm vi khoảng 8 dặm vuông Anh (21 km2), còn linh miêu cái ít hơn một nữa tại khu vực. Linh miêu lưu trú thời gian ngắn phát hiện có cả hai phạm vi sinh sống xác minh rõ, lớn (xấp xỉ 22 dặm vuông Anh (57 km2)) và nhỏ. Mèo con có phạm vi nhỏ nhất đạt khoảng 3 dặm vuông Anh (7,8 km2). Nghiên cứu đã chỉ ra sự phân tán từ phạm vi sinh sản rõ rệt nhất với con đực.
Báo cáo về biến đổi kích thước phạm vi theo mùa đã được phân minh. Một nghiên cứu phát hiện biến đổi lớn trong kích thước phạm vi con đực, từ 16 dặm vuông Anh (41 km2) vào mùa hè đến 40 dặm vuông Anh (100 km2) vào mùa đông. Nghiên cứu khác phát hiện rằng linh miêu cái, đặc biệt đã hoạt động sinh sản, mở rộng phạm vi sinh sống vào mùa đông, nhưng linh miêu đực chỉ đơn thuần chuyển phạm vi của chúng mà không cần mở rộng, phù hợp với nhiều nghiên cứu trước đó. Một nghiên cứu khác ở nhiều bang khác nhau tại Hoa Kỳ phát hiện ít hoặc không có sự thay đổi theo mùa.
Giống như hầu hết loài họ mèo, linh miêu đuôi cộc phần lớn sống đơn độc, nhưng phạm vi thường sẽ chồng chéo lên nhau. Không bình thường đối với loài mèo, con đực khoan thứ chồng chéo hơn, trong khi linh miêu cái hiếm khi lang thang vào phạm vi khác. Với kích thước phạm vi nhỏ hơn của chúng, hai hoặc nhiều linh miêu cái có thể cư trú trong phạm vi sống của một con đực. Khi nhiều lãnh thổ con đực chồng chéo lên nhau, một hệ thống phân cấp thống trị thường được thiết lập, dẫn đến loại trừ một số tạm thời từ các khu vực ưu tiên.
Trong ranh giới với ước tính rộng rãi khác nhau về kích thước phạm vi sinh sống, số liệu mật độ quần thể phân kỳ, từ 1 đến 38 linh miêu trên mỗi 10 dặm vuông Anh (26 km2) trong một khảo sát. Mức trung bình ước được đối với một linh miêu đuôi cộc trên mỗi 5 dặm vuông Anh (13 km2). Một liên kết quan sát được giữa mật độ quần thể và tỉ lệ giới tính. Một nghiên cứu lưu ý một quần thể dày đặc, không bị săn đuổi tại California có tỷ lệ giới tính 2,1 đực trên cái. Khi mật độ giảm, tỷ lệ giới tính lệch tới 0,86 đực trên cái. Một nghiên cứu khác quan sát được tỷ lệ tương tự và đề ra giả thiết những con đực có thể đối phó với sự gia tăng cạnh tranh tốt hơn và điều này sẽ giúp hạn chế sinh sản cho đến khi các yếu tố làm giảm mật độ biến đổi.

### Săn mồi và khẩu phần

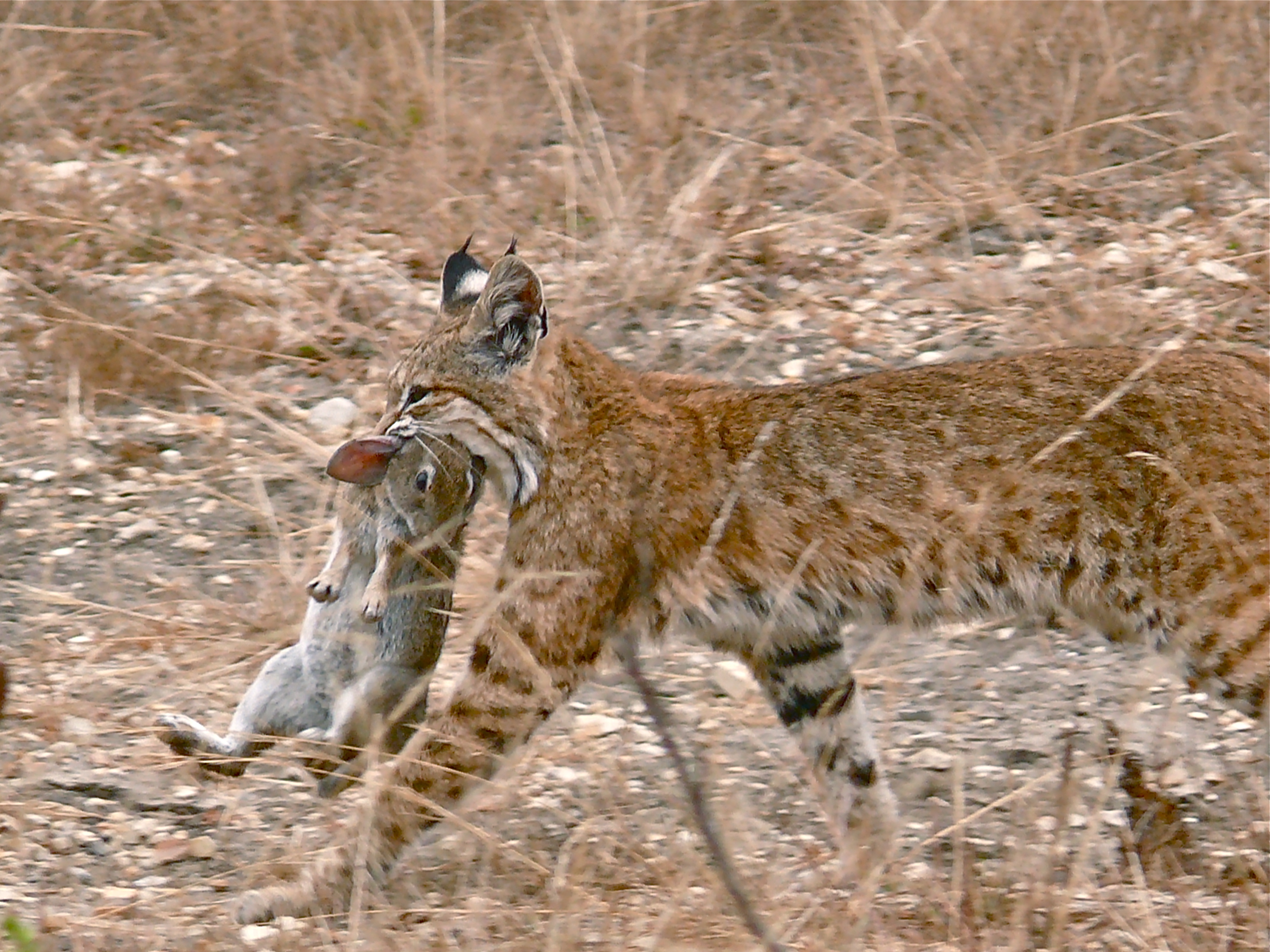
Linh miêu đuôi cộc thường săn thỏ và gặm nhấm

Linh miêu đuôi cộc có thể tồn tại trong thời gian dài mà không có thức ăn, nhưng sẽ ăn rất nhiều khi con mồi phong phú. Trong thời kỳ đói kém, sẽ thường săn động vật lớn hơn mà linh miêu có thể giết chết và trở về ăn sau đó. Linh miêu đuôi cộc săn bằng cách rình mồi và rồi phục kích, rượt đuổi ngắn hoặc vồ chụp. Linh miêu ưa thích động vật có vú nặng khoảng 1,5 đến 12,5 lb (0,68 đến 5,67 kg). Con mồi chủ yếu thay đổi theo vùng miền. Tại phía đông Hoa Kỳ, con mồi là loài thỏ đuôi bông Bắc Mỹ, còn ở phía bắc con mồi là thỏ giày tuyết. Khi những con mồi tồn tại cùng nhau, như tại New England, chúng là những nguồn thức ăn chính của linh miêu đuôi cộc. Xa về phía nam, con mồi thỏ và thỏ đồng đôi lúc được thay thế bằng chuột bông như nguồn thức ăn chính. Linh miêu cũng săn chim lớn lên đến kích thước một con thiên nga, cùng với chim non và trứng của chúng. Linh miêu đuôi cộc là loài săn mồi cơ hội, không giống linh miêu Canada chuyên biệt hơn, dễ dàng thay đổi lựa chọn con mồi. Đa dạng hóa khẩu phần tích cực tương quan với nạn suy giảm số lượng con mồi chính yếu của linh miêu đuôi cộc; con mồi chủ yếu phong phú là yếu tố quyết định chính cho khẩu phần toàn diện.
Linh miêu đuôi cộc săn động vật nhiều kích cỡ khác nhau và sẽ điều chỉnh kỹ năng săn mồi của chúng sao cho phù hợp. Với động vật nhỏ, chẳng hạn như gặm nhấm (bao gồm sóc), chim, cá, bao gồm cả cá mập nhỏ, côn trùng, linh miêu sẽ săn tại khu vực phong phú mồi; chúng sẽ nằm, núp, hoặc đứng và chờ đợi nạn nhân lang thang đến gần. Sau đó vồ lấy, túm bắt con mồi bằng móng vuốt thu rút, sắc bén. Đối với động vật lớn hơn một chút, chẳng hạn ngỗng, thỏ và thỏ rừng, linh miêu núp lùm cây và đợi cho đến khi con mồi đến trong khoảng 20 đến 35 ft (6,1 đến 10,7 m) trước khi lao vào tấn công. Ít phổ biến, linh miêu sẽ ăn động vật lớn hơn, chẳng hạn như động vật móng guốc non hay loài ăn thịt khác như chồn cá (chủ yếu giống cái), cáo, chồn nâu, chồn hôi, chó nhỏ và mèo nhà. Linh miêu đuôi cộc được xem là loài săn mồi chính đe đọa đến sếu Mỹ nguy cấp quý hiếm. Linh miêu đuôi cộc cũng thỉnh thoảng săn gia súc và gia cầm. Trong khi các loài lớn hơn, chẳng hạn như bò nhà và ngựa, không thể bị tấn công, linh miêu đưa ra hành động đe dọa đến loài nhai lại nhỏ hơn, chẳng hạn cừu và dê. Theo cục thống kê nông nghiệp quốc gia, linh miêu giết chết 11.100 con cừu vào năm 2004, bao gồm 4,9% tất cả trường hợp cừu tử vong do động vật săn mồi. Tuy nhiên, một vài số liệu linh miêu đuôi cộc săn thịt có thể bị nhận diện sai, linh miêu đuôi cộc được biết đến còn ăn xác thối trên phần thịt gia súc còn lại do động vật khác giết chết.
Linh miêu đuôi cộc còn giết cả hươu, đặc biệt vào mùa đông khi con mồi nhỏ khan hiếm, hoặc khi quần thể hươu trở nên phong phú hơn. Một nghiên cứu tại Everglades đã cho biết phần lớn con mồi giết được (33 trong số 39) là hươu non, nhưng đối với con mồi gấp 8 lần trọng lượng, linh miêu đuôi cộc cũng có thể săn thành công. Linh miêu vồ bắt hươu, thường khi con hươu nằm xuống, sau đó lao đến và vồ túm cổ hươu trước khi cắn vào cổ họng, nền sọ, hoặc ngực. Vào những dịp hiếm hoi, linh miêu đuôi cộc giết chết một con hươu, ăn no nê và sau đó chôn xác dưới tuyết hoặc lá cây, thường trở lại chỗ chôn xác nhiều lần để ăn.
Linh miêu đuôi cộc săn mồi nền tảng chồng chéo với loài săn mồi khác có kích thước vừa thuộc môi trường sinh cảnh tương tự. Nghiên cứu tại Maine đã cho biết ít bằng chứng về mối quan hệ cạnh tranh giữa linh miêu đôi cộc và sói đồng cỏ hoặc cáo đỏ; khoảng cách biệt lập và chồng chéo lãnh thổ xuất hiện ngẫu nhiên giữa các loài động vật giám sát đồng thời. Tuy nhiên, các nghiên cứu khác phát hiện rằng quần thể linh miêu đuôi cộc có thể sụt giảm tại khu vực quần thể sói đồng cỏ cao, với khuynh hướng sống thành đàn ở loài họ chó nhiều hơn đã cho chúng thuận lợi cạnh tranh khi có thể. Tuy nhiên với linh miêu Canada, quan hệ khác loài ảnh hưởng đến mô hình phân phối; việc loại trừ cạnh tranh của linh miêu đuôi cộc có thể đã ngăn chặn bất kỳ sự mở rộng nào tiến xa hơn về phía nam phạm vi loài họ hàng nhà mèo.

### Sinh sản và vòng đời

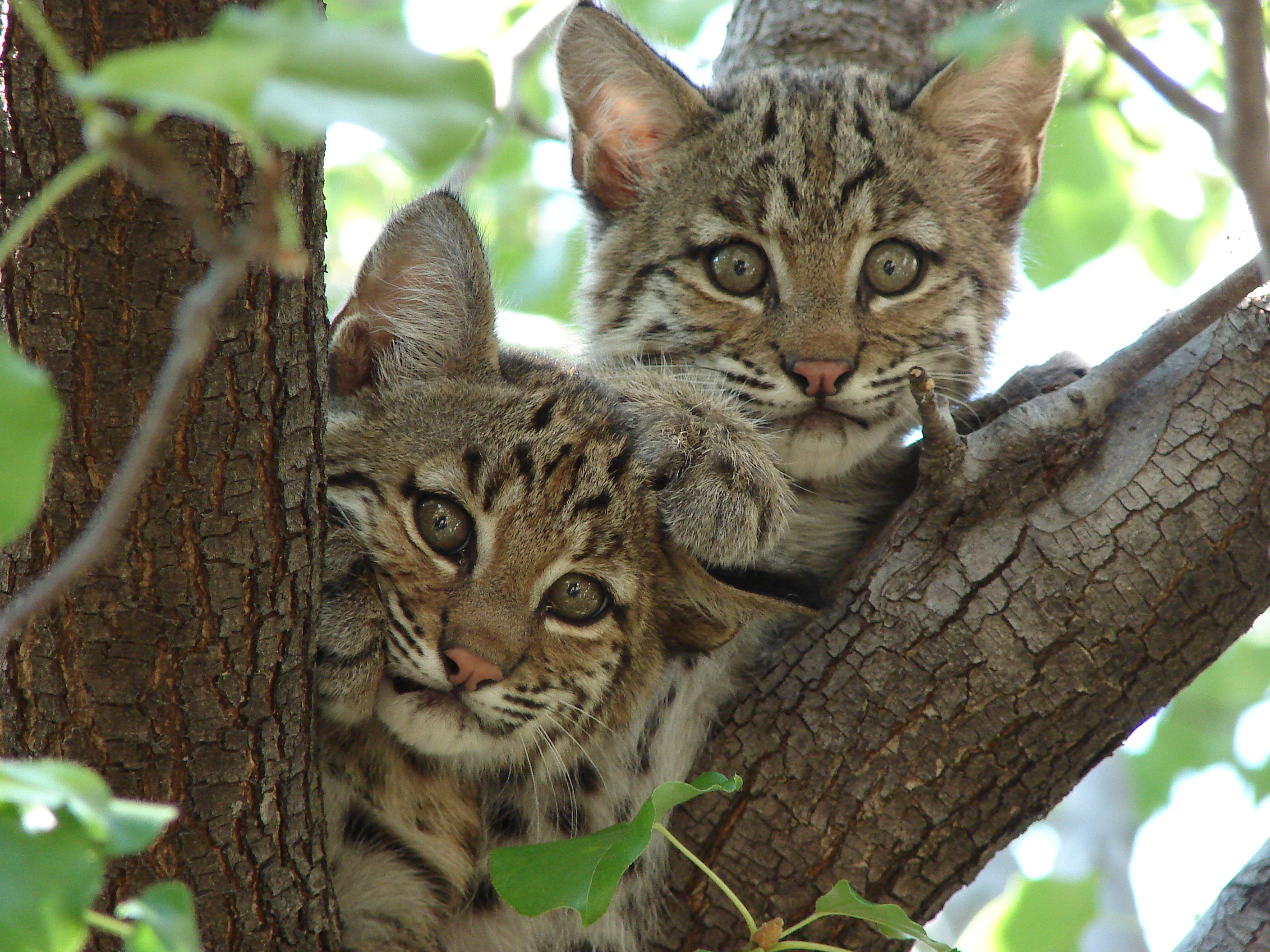
Linh miêu đuôi cộc non trong tháng 6, khoảng 2–4 tháng tuổi

Linh miêu đuôi cộc có tuổi thọ trung bình dài 7 năm và hiếm khi vượt quá 10 năm. Linh miêu đuôi cộc hoang dã già nhất ghi nhận 16 tuổi, còn linh miêu đuôi cộc nuôi nhốt già nhất sống đến 32 tuổi.
Linh miêu đuôi cộc thường bắt đầu sinh sản vào mùa hè thứ hai, mặc dù linh miêu cái có thể khởi đầu sớm nhất vào năm đầu tiên. Sản sinh tinh trùng bắt đầu mỗi năm vào tháng 9 hoặc tháng 10 và linh miêu đực sẽ tốt giống vào mùa hè. Một con đực ưu thế sẽ du hành với một con cái và giao phối với con cái đó nhiều lần, tổng quát từ mùa đông đến đầu mùa xuân; biến đổi tùy vị trí, nhưng hầu hết giao phối diễn ra trong tháng Hai và tháng Ba. Cặp đôi có thể đảm trách nhiều hành vi khác nhau, bao gồm va đập, theo đuổi và phục kích. Con đực khác có thể tham gia, nhưng vẫn không dính líu. Một khi linh miêu đực nhận ra linh miêu cái chấp nhận, nó nắm chặt con cái trong tư thế ghì cổ điển hình ở thú họ mèo và giao phối với linh miêu cái. Linh miêu cái về sau có thể đi vào giao phối với con đực khác, và con đực thường sẽ giao phối với nhiều con cái. Xuyên suốt cuộc tán tỉnh, linh miêu đuôi cộc im lặng khác có thể phát ra tiếng thét, rít ầm ĩ, hoặc những âm thanh khác. Nghiên cứu tại Texas đề xuất thiết lập một phạm vi sinh sống cần thiết cho sinh sản; con vật với phạm vi không cố định không nhận biết con non. Linh miêu cái có chu kỳ động dục 44 ngày, động dục kéo dài từ năm đến mười ngày. Linh miêu đuôi cộc vẫn duy trì hoạt động sinh sản suốt cuộc đời.
Linh miêu cái nuôi con non một mình. Một đến sáu, nhưng thường hai đến bốn, mèo con được sinh ra vào tháng Tư hoặc tháng Năm, sau khoảng 60 đến 70 ngày thai kỳ. Thỉnh thoảng một lứa thứ hai được sinh ra vào cuối tháng Chín. Linh miêu cái thường sinh trong một không gian khép kín, thường là hang động nhỏ hoặc khúc gỗ rỗng. Linh miêu non mở mắt vào ngày thứ chín hoặc thứ mười. Chúng bắt đầu khám phá môi trường xung quanh khi được 4 tuần tuổi và cai sữa khi được khoảng hai tháng. Trong vòng 3 đến 5 tháng, chúng bắt đầu du hành cùng linh miêu mẹ. Chúng sẽ săn mồi tự do vào mùa thu năm đầu tiên của chúng và thường giải tán ngay sau đó. Tuy nhiên, tại Michigan, quan sát được linh miêu non ở lại với mẹ muộn đến mùa xuân kế.

## Vết chân

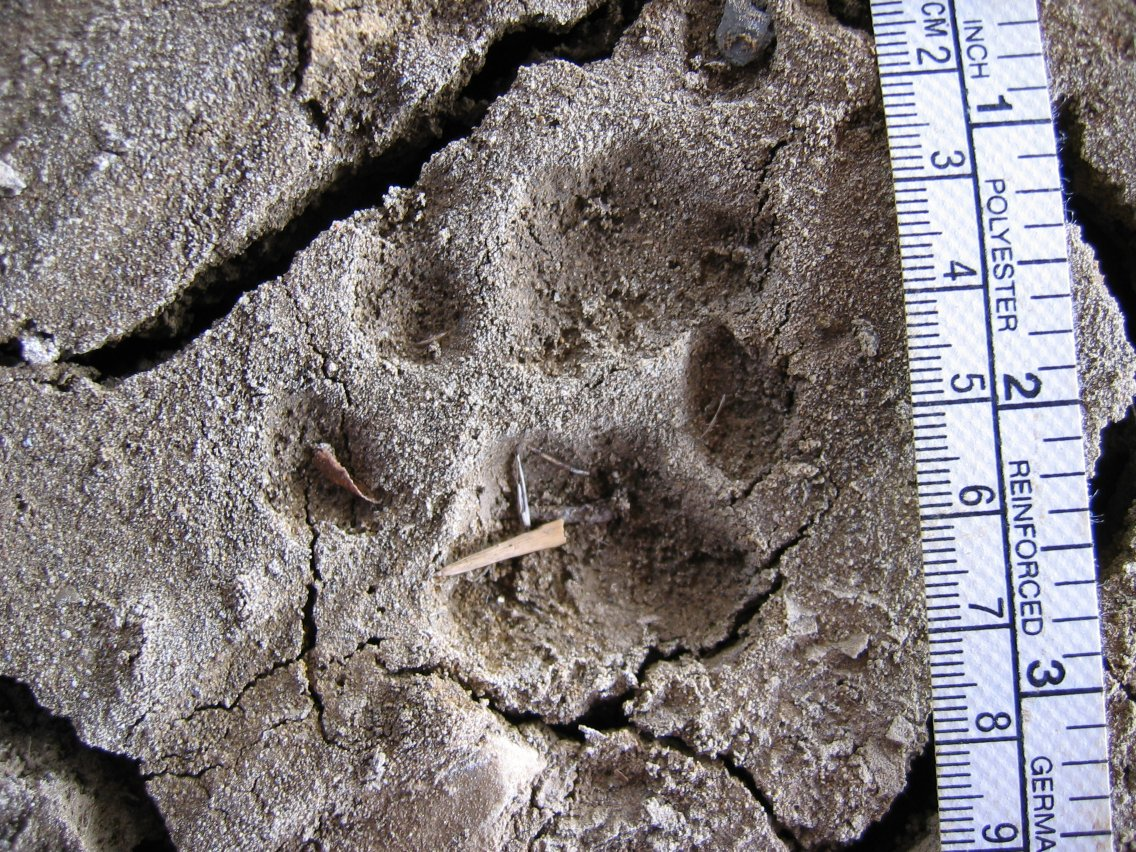
Vết chân linh miêu đuôi cộc in trên bùn cho biết vết in chân sau (trên) bao phủ một phần vết in chân trước (trung tâm)

Vết chân linh miêu đuôi cộc phô bày 4 ngón chân mà không có dấu móng vuốt, do móng vuốt có thể rút vào. Vết chân có phạm vi kích thước từ 1 đến 3 in (2,5 đến 7,6 cm); trung bình vào khoảng 1,8 inches. Khi đi bộ hoặc chạy nước kiệu, vết chân cách nhau xấp xỉ 8 đến 18 in (20 đến 46 cm). Linh miêu đuôi cộc có thể tiến bước sải chân lớn khi chạy, thường từ 4 đến 8 ft (1,2 đến 2,4 m).
Giống như tất cả loài mèo, linh miêu đuôi cộc 'ghi vết trực tiếp', có nghĩa vết in chân sau thường hạ xuống chính xác trên vết in chân trước. Vết chân linh miêu đuôi cộc thông thường có thể phân biệt với vết chân mèo hoang hay mèo nhà do kích thước lớn: khoảng 2.0 in2 (13 cm²) so với 1.5 in2 (10 cm²).

## Tương tác sinh thái

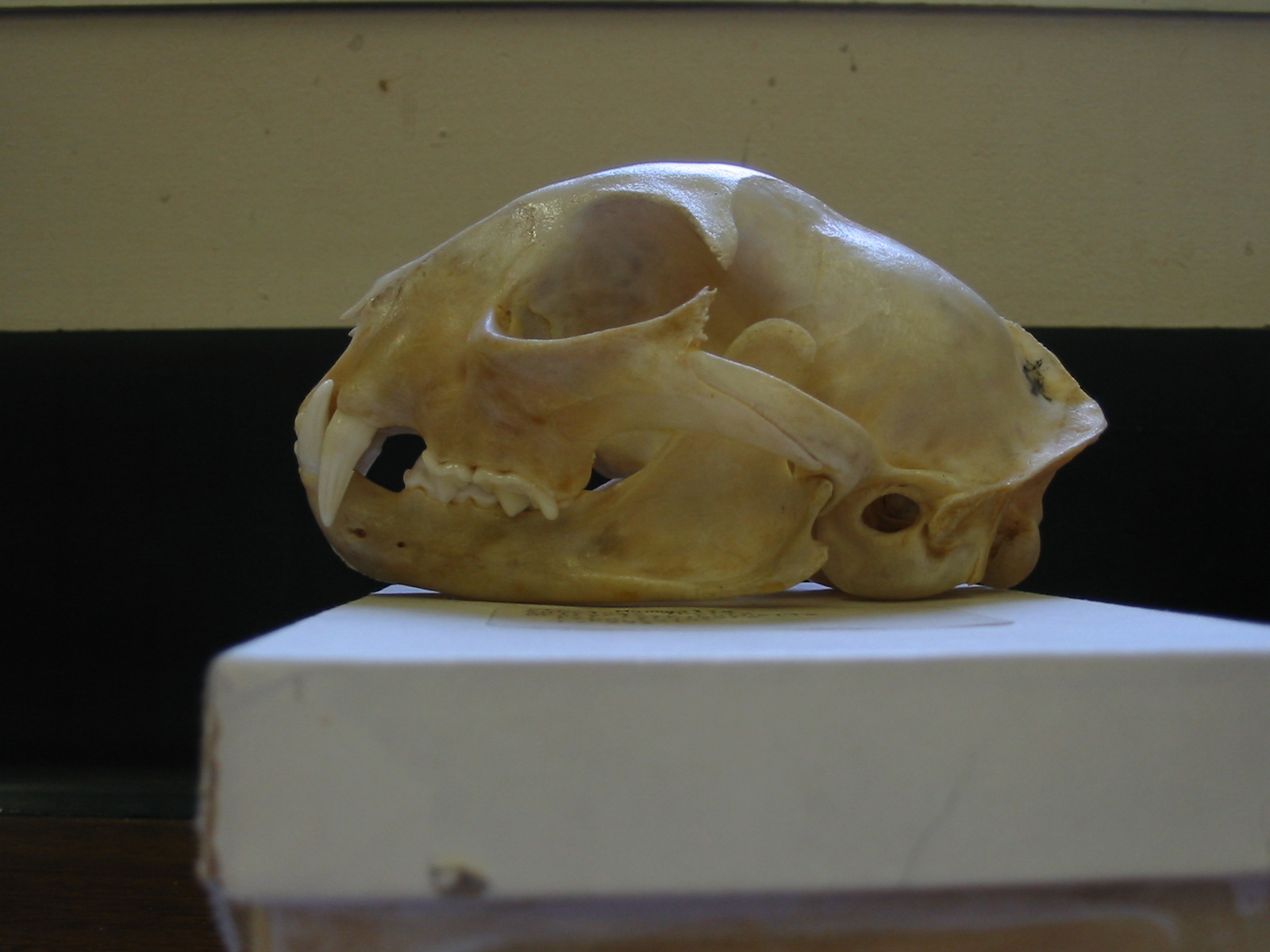
Hộp sọ linh miêu đuôi cộc

Linh miêu đuôi cộc trưởng thành không có nhiều động vật săn mồi ngoại trừ con người, mặc dù chúng có thể chết khi xung đột khác loài. Báo sư tử và sói xám sẽ giết linh miêu trưởng thành, hành vi quan sát lập lại nhiều lần tại công viên quốc gia Yellowstone. Sói đồng cỏ đã từng giết linh miêu trưởng thành và con non. Có ít nhất một quan sát chứng thực một con linh miêu đuôi cộc và một con gấu đen Bắc Mỹ (Ursus americanus) đấu nhau giành xác con mồi. 
Hài cốt linh miêu đuôi cộc thỉnh thoảng phát hiện tại vị trí chết của chồn cá đực.

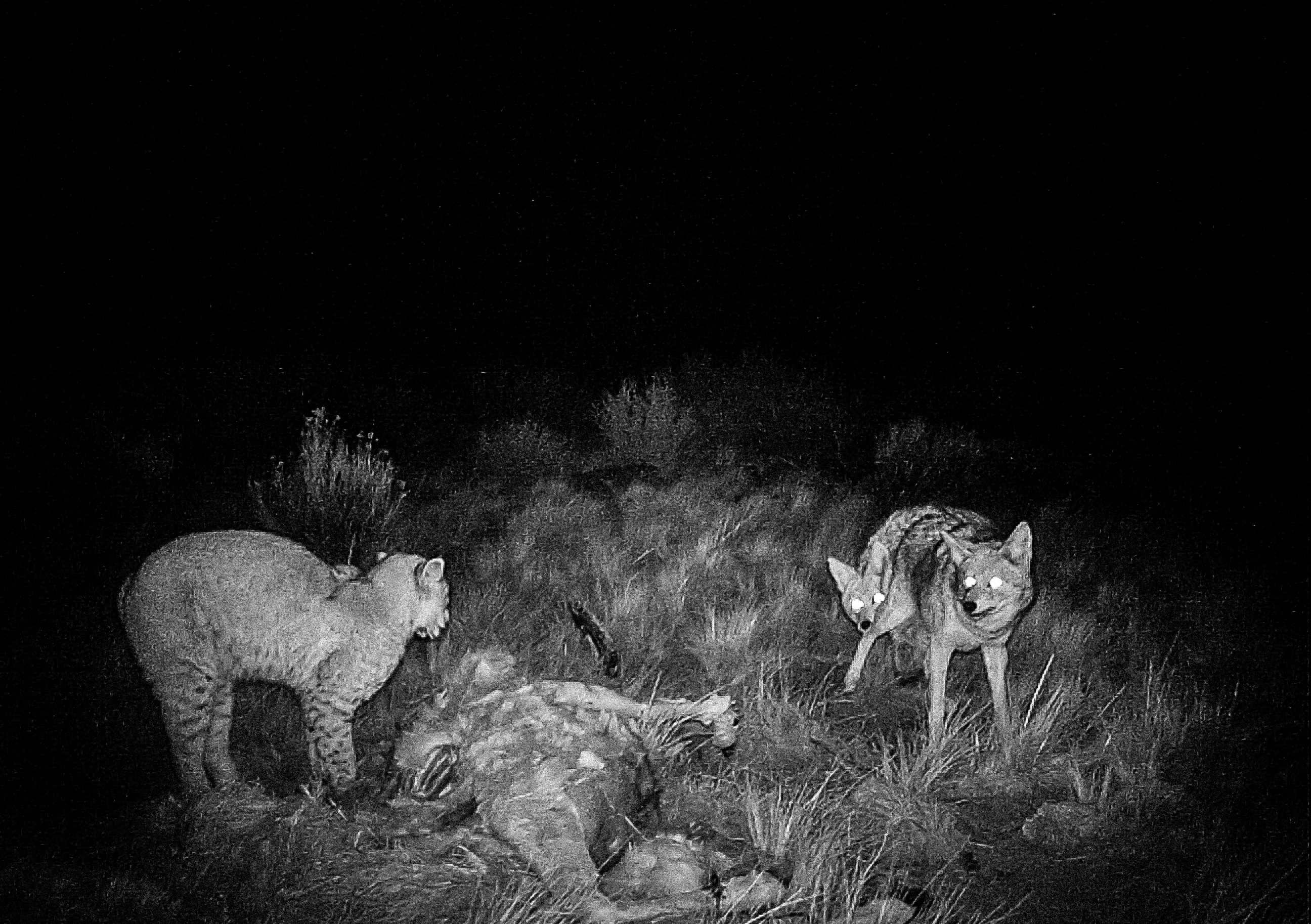
Linh miêu đuôi cộc đối đầu với một cặp sói đồng cỏ.

Linh miêu non có thể bị một số loài săn mồi ăn thịt, bao gồm những loài cú, đại bàng, cáo, cũng như những con linh miêu đực trưởng thành khác; khi quần thể con mồi không dồi dào, linh miêu con ít có khả năng sống đến tuổi trưởng thành. Từng có báo cáo quan sát được đại bàng vàng (Aquila chrysaetos) săn thịt linh miêu đuôi cộc trưởng thành.
Bệnh tật, tai nạn, thợ săn, ô tô, chết đói là những nguyên nhân hàng đầu khác dẫn đến cái chết. Linh miêu chưa trưởng thành cho biết tỷ lệ tử vong cao ngay sau khi rời khỏi linh miêu mẹ, trong lúc chúng vẫn đang hoàn thiện kỹ năng săn mồi. Một nghiên cứu 15 con linh miêu đuôi cộc cho biết tỷ lệ sống hàng năm ở cả hai giới trung bình đạt 0,62, phù hợp tỷ lệ đề xuất nghiên cứu khác từ 0,56 đến 0,67.Ăn thịt đồng loại từng được báo cáo; linh miêu con có thể bị ăn thịt khi mức độ con mồi thấp, nhưng hiện tượng này rất hiếm và không ảnh hưởng nhiều đến quần thể.
Linh miêu đuôi cộc có thể bị ký sinh ngoài, chủ yếu bọ ve và bọ chét, sẽ thường mang theo ký sinh trùng từ con mồi, đặc biệt số ký sinh trên thỏ và sóc. Ký sinh trong đặc biệt phổ biến trong linh miêu đuôi cộc. Một nghiên cứu phát hiện tỷ lệ lây nhiễm trung bình đạt 52% từ loài Toxoplasma gondii, nhưng với thay đổi lớn theo vùng miền. Một loài ve bét ngoại lệ, Lynxacarus morlani, đến bây giờ vẫn chỉ phát hiện trên linh miêu đuôi cộc. Vai trò của ký sinh trùng và bệnh tật đối với tỷ lệ tử vong của linh miêu đuôi cộc vẫn còn chưa rõ ràng, nhưng yếu tố đó có thể chiếm tỷ lệ tử vong cao hơn so với chết đói, tai nạn và động vật săn mồi.

## Phân bố và môi trường sống

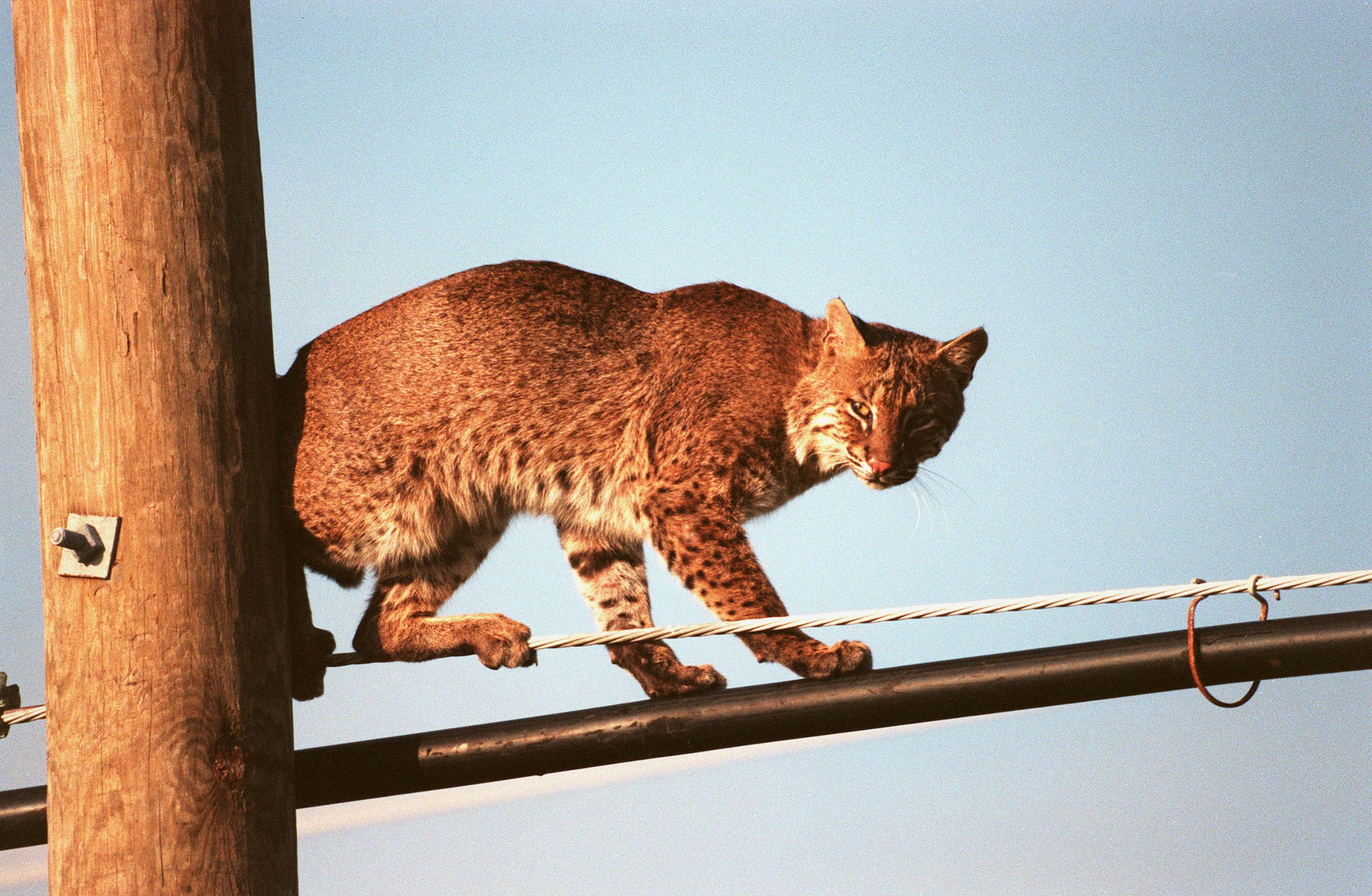
Linh miêu đuôi cộc sống tại ngoại vi đô thị. Phạm vi loài dường như không bị dân số loài người giới hạn, miễn sao chúng vẫn có thể tìm được môi trường sống thích hợp.

Linh miêu đuôi cộc là loài động vật dễ thích nghi. Linh miêu ưa thích rừng thưa—rừng rụng lá, rừng lá kim hoặc rừng hỗn hợp—nhưng không giống những loài linh miêu khác, chúng không phụ thuộc hoàn toàn vào rừng sâu. Phạm vi từ đầm lầy ẩm thuộc Florida đến đất hoang mạc thuộc Texas hoặc các khu vực núi gồ ghề. Chúng sẽ xây chỗ cư trú gần khu vực nông nghiệp, nếu linh miêu hiện diện tại gờ đá, đầm lầy hoặc vùng rừng rộng; bộ lông đốm phục vụ như vật ngụy trang. Quần thể linh miêu đuôi cộc phụ thuộc chủ yếu vào quần thể con mồi; yếu tố quan trọng khác khi chọn lựa loại môi trường sống bao gồm khả năng bảo vệ dưới thời tiết khắc nghiệt, vị trí nghỉ ngơi và hang trú ẩn sẵn có, bao phủ rậm rạp cho săn mồi và trốn thoát, khả năng tự do khỏi nơi xáo trộn.
Phạm vi linh miêu đuôi cộc dường như không bị giới hạn bởi dân số con người, miễn là chúng có thể tìm được môi trường sống thích hợp; chỉ những nơi quy hoạch nông nghiệp rộng lớn là không thích hợp cho loài. Con vật có thể xuất hiện ở sân sau trong môi trường "cạnh đô thị", nơi phát triển loài người phân cắt môi trường sống tự nhiên. Nếu bị chó truy đuổi, chúng sẽ thường trèo lên cây.
Phạm vi lịch sử của linh miêu đuôi cộc từ phía nam Canada, trên khắp Hoa Kỳ, xa về phía nam đến Oaxaca thuộc México; linh miêu vẫn còn tồn tại hầu khắp khu vực này. Phạm vi bản đồ thường phô bày một nhóm lãnh thổ biệt lập tại Trung Tây Hoa Kỳ và nhiều nơi khác tại Đông Bắc, nơi linh miêu được cho không còn tồn tại, bao gồm cả miền nam Minnesota, đông nam Dakota và nhiều nơi tại Missouri, chủ yếu do biến đổi môi trường sống từ hoạt động nông nghiệp hiện đại. Trong lúc giả thuyết cho không còn tồn tại ở miền tây New York và Pennsylvania, nhiều khẳng định nhìn thấy linh miêu đuôi cộc (bao gồm cả mẫu vật chết) gần đây được báo cáo tại nam Tier thuộc New York và tại trung tâm New York. Ngoài ra, nhìn thấy linh miêu đuôi cộc được khẳng định ở miền bắc Indiana và một thời gian gần đây linh miêu bị giết gần Albion, Michigan. Vào đầu tháng ba, năm 2010, một con linh miêu đuôi cộc được trông thấy (và sau đó bị cơ quan kiểm soát động vật bắt giữ) tại một bãi đậu xe ở khu thương mại Houston, TX. Vào tháng 8 và tháng 9, năm 2010, một số lần trông thấy được báo cáo tại vùng ngoại ô Houston của Pearland và Friendswood.
Quần thể tại Canada bị hạn chế do cả tuyết dày lẫn sự hiện diện của linh miêu Canada. Linh miêu đuôi cộc không chịu được tuyết dày, sẽ trú ẩn dưới khu vực có mái che, chờ đến khi bão lớn tan hết. Linh miêu đuôi cộc thiếu bàn chân đệm lớn, không giống linh miêu Canada và không thể chống đỡ cân nặng của chúng trên tuyết một cách hiệu quả. Linh miêu đuôi cộc không hoàn toàn gặp bất lợi tại nơi mà phạm vi của chúng gặp gỡ thú họ mèo lớn: linh miêu Canada dời chuyển do linh miêu đuôi cộc gây hấn đã được quan sát tại nơi hai loài tương tác lẫn nhau ở Nova Scotia, trong lúc khai thác rừng lá kim phục vụ nông nghiệp khiến linh miêu Canada rút lui tiến đến phía bắc dãy núi để lại lợi thế cho linh miêu đuôi cộc. Tại bắc và trung México, loài mèo này phát hiện được tại rừng cây bụi khô và rừng thông, sồi; phạm vi kết thúc ở phần nhiệt đới phía nam đất nước.

## Bảo tồn

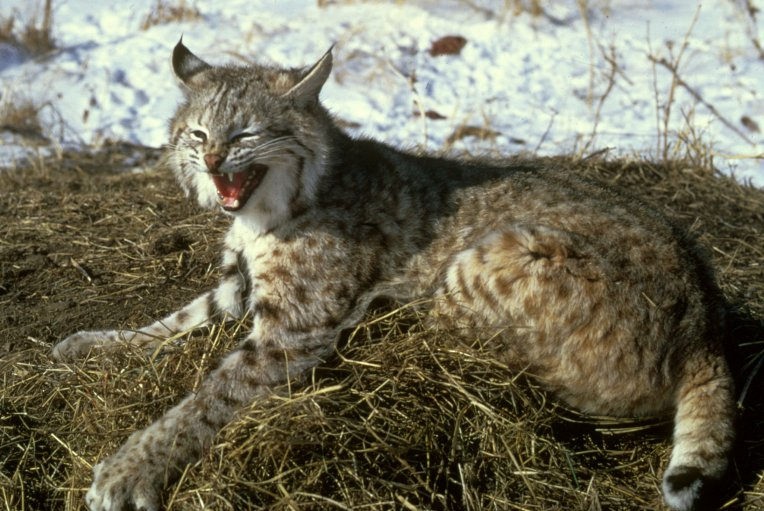
Quần thể linh miêu đuôi cộc đã chứng kiến sự suy giảm ở Trung Tây Hoa Kỳ, nhưng nhìn chung ổn định và khỏe mạnh

Loài mèo này được liệt kê trong phụ lục II của Công ước thương mại quốc tế về các loài động, thực vật hoang dã nguy cấp (CITES), có nghĩa loài này không được xem là bị đe dọa tuyệt chủng, nhưng săn bắt và kinh doanh phải được theo dõi chặt chẽ. Loài vật này được quy định trong cả ba nước phạm vi của chúng và tìm được tại một số khu vực bảo vệ thuộc Hoa Kỳ, lãnh thổ chính của loài. Ước tính từ cục cá và động vật hoang dã Hoa Kỳ xếp số lượng linh miêu đuôi cộc từ 700.000 đến 1.500.000 cá thể tại Mỹ vào năm 1988, với sự gia tăng phạm vi và mật độ quần thể đề xuất con số lớn hơn trong những năm tiếp theo; vì những lý do này, Mỹ đã kiến nghị CITES loại bỏ loài mèo này khỏi Phụ lục II. Quần thể tại Canada và México vẫn ổn định và khỏe mạnh. IUCN liệt kê linh miêu đuôi cộc vào danh sách "loài ít quan tâm", ghi nhận chúng tương đối phổ biến và phong phú, nhưng thông tin từ phía nam México khá ít ỏi. 
Loài được xem có nguy cơ tuyệt chủng tại Ohio, Indiana và New Jersey. Chúng được gạch bỏ khỏi danh sách bị đe dọa tại Illinois vào năm 1999 và tại Iowa vào năm 2003. Tại Pennsylvania, săn bắn và đánh bẫy hạn chế được cho phép một lần nữa, sau khi bị cấm từ 1970 đến 1999. Linh miêu đuôi cộc cũng bị suy giảm quần thể tại New Jersey vào thời điểm chuyển giao thế kỷ 19, chủ yếu do phát triển thương mại và nông nghiệp gây ra nạn chia cắt sinh cảnh; năm 1972, linh miêu đuôi cộc được pháp luật bảo vệ đầy đủ và được liệt kê có nguy cơ tuyệt chủng tại tiểu bang vào năm 1991. L. r. escuinipae, phân loài tìm được tại México vào một thời gian từng được Cục cá và động vật hoang dã Hoa Kỳ xem xét nguy cơ tuyệt chủng, nhưng bị loại khỏi danh sách vào năm 2005.
Linh miêu đuôi cộc từ lâu đã có giá trị cho cả bộ lông lẫn săn thể thao; chúng bị con người săn bắt và đánh bẫy, nhưng vẫn duy trì quần thể cao, thậm chí ở miền nam nước Mỹ, nơi linh miêu bị săn lùng rộng rãi. Trong những năm 1970 và 1980, một sự gia tăng chưa từng có về giá cả bộ lông linh miêu đuôi cộc gây ra nạn săn bắn tràn lan hơn nữa, nhưng đến đầu năm 1990, giá cả đã giảm đáng kể. Quy định săn bắn vẫn tiếp tục, với một nửa tỷ lệ tử vong ở vài quần thể được quy cho nguyên nhân này. Kết quả, tỷ lệ tử vong của linh miêu đuôi cộc sai lệch vào mùa đông, khi mùa săn bắn khai màn thường lệ.
Đô thị hóa có thể dẫn đến kết quả cảnh quan thiên nhiên tiếp giáp nhau bị phân mảnh, tiến vào trong môi trường sống không đều tại khu vực đô thị. Động vật sống tại những khu vực bị phân mảnh này, thường bị hạn chế di chuyển giữa những môi trường sống không đều, có thể khiến dòng gen giảm và truyền nhiễm mầm bệnh. Loài động vật như linh miêu đuôi cộc đặc biệt nhạy cảm với sự phân mảnh do bởi phạm vi sinh sống lớn của chúng. Một nghiên cứu ở ven biển miền nam California đã chỉ ra quần thể linh miêu đuôi cộc bị ảnh hưởng bởi đô thị hóa, xây đường giao thông và những phát triển khác. Quần thể không bị suy giảm nhiều như dự đoán, nhưng thay vào đó kết nối nhiều quần thể khác nhau bị ảnh hưởng. Điều này dẫn đến suy giảm tính đa dạng di truyền tự nhiên giữa quần thể linh miêu đuôi cộc. Đối với linh miêu đuôi cộc, bảo tồn không gian rộng mở đủ số lượng và chất lượng là cần thiết cho khả năng phát triển quần thể. Giáo dục người dân địa phương về động vật rất quan trọng, cũng như, để bảo tồn ở khu vực đô thị.

## Trong thần thoại
Trong thần thoại bản địa Bắc Mỹ, linh miêu đuôi cộc thường được ghép sinh đôi với dáng vẻ của sói đồng cỏ trong đề tài hai mặt. Linh miêu và sói đồng cỏ được kết hợp với sương mù và gió, tương ứng hai yếu tố đại diện đối lập nhau thuộc văn hóa dân gian thổ dân châu Mỹ. Câu chuyện cơ bản này, trong nhiều biến thể, tìm được trong những nền văn hóa bản địa tại Bắc Mỹ (với nét tương đồng ở Nam Mỹ), nhưng chúng bất đồng nhau khi kể chuyện. Một phiên bản, xuất hiện trong văn hóa dân gian Nez Perce đưa ra ví dụ, mô tả linh miêu và sói đồng cỏ trái ngược, đối kháng nhau. Tuy nhiên, phiên bản khác mô tả chúng bình đẳng và y hệt nhau. Claude Lévi-Strauss lập luận khái niệm cũ, cặp sinh đôi đại diện đối lập nhau, là chủ đề cố hữu trong thần thoại Tân thế giới, nhưng chúng không như dáng vẻ thăng bằng đẳng thức, đại diện cho tính nhị nguyên lan man hơn là tính hai mặt đối xứng trong văn hóa Cựu thế giới. Khái niệm thứ hai sau đó, Lévi-Strauss đề xuất, là kết quả tương tác thường lệ giữa châu Âu và các nền văn hóa bản địa. Ngoài ra, phiên bản tìm được trong chuyện kể Nez Perce phức tạp hơn nhiều vào lúc đó phiên bản bình đẳng dường như đã mất đi ý nghĩa ban đầu của câu chuyện.
Theo chuyện kể Shawnee, linh miêu đuôi cộc bị một con thỏ đánh lừa, truyền nổi đốm của nó. Sau khi bẫy thỏ trên cây, linh miêu đuôi cộc được thuyết phục để thắp lên một ngọn lửa, chỉ có than hồng rải rác trên lông, để lông cháy xém với những đốm nâu sẫm. Người Mohave tin rằng nằm mơ đều đặn bắt gặp sinh vật hoặc đối tượng lạ sẽ ban cho họ đặc điểm sức mạnh siêu nhiên. Giấc mơ của hai vị thần, báo sư tử và linh miêu, họ nghĩ rằng, sẽ cấp phát cho họ kỹ năng săn bắn vượt trội hơn bộ lạc khác. Cư dân khai hoang châu Âu đến châu Mỹ cũng say mê con mèo, cho cả tính hung tợn lẫn vẻ tinh tế của nó. Tại Mỹ, loài mèo này "ngự trị nổi bật trong tuyển tập văn hóa dân gian quốc gia".